# Burgwal (gracht in Haarlem)
De Burgwal, soms ook wel Burgwalgracht genoemd, is een straat met een gracht in het centrum van de Noord-Hollandse stad Haarlem. De straat ligt in de Oude Stad in de gelijknamige buurt Burgwal.
De Burgwal snijdt de buitenbocht van het Spaarne af en loopt vanaf ter hoogte van de Vissersbocht naar Spaarne ter hoogte van de Langebrug. De gracht wordt overspannen door drie bruggen, te weten de Kortebrug, de Hagebrug en de Antoniebrug. Het laatste gedeelte van de Burgwal heet na de Antoniebrug Lieve Vrouwe Gracht.

## Geschiedenis
De eerste stadsuitbreiding aan de oostoever van het Spaarne werd in de eerste helft van de 14e eeuw ontwikkeld. In deze periode kende de stad een sterke economische vooruitgang. Zo werden ook gebieden ten zuiden en westen van de Oude Gracht bebouwd. Aan de oostzijde werden de beide bochten van het Binnen Spaarne bij de stad gevoegd. Dit zijn de binnenbocht aan de overkant van de Bakenessergracht, de Bakenes en de buitenbocht dat werd ontwikkeld tot het Burgwalbebied. Bij de eerst genoemde uitbreiding vormde het Spaarne een natuurlijke verdedigingslinie. Bij het Burgwalgebied werd er een relatief groot stuk land gewonnen door een relatief korte verbindingsgracht (ca. 350 m) tussen de uiteinden van deze bocht te graven. Dit maakte de nieuw vereiste stadsomwalling relatief goedkoop. De Burgwal kende vanaf 1380 dan ook een defensieve functie.
De Burgwal verloor zijn defensieve functie met de verdere uitbreiding van het Burgwalgebied vanaf 1426. Bij deze verdere uitbreiding werd een 60 m smalle strook tussen de Burgwal en de Herensingel bij de stad gevoegd. In het noorden liep deze uitbreiding tot de Papentorensingel en de Oostersingel. Voor de uitbreiding moest zo’n 1100 m stadsmuur gebouwd worden.